# Сюрбир, Вим
Вилхе́лмюс Ла́уренс Йоха́ннес (Вим) Сю́рбир (нидерл. Wilhelmus Lourens Johannes "Wim" Suurbier; 16 января 1945, Эйндховен, Северный Брабант — 12 июля 2020[…], Амстердам) — нидерландский футболист, игравший на позиции защитника.

## Карьера

### В сборной
В сборной Нидерландов Вим Сюрбир дебютировал 6 ноября 1966 года в товарищеском матче со сборной Чехословакии, завершившемся со счётом 1:2. В 1974 году Сюрбир в составе сборной принял участие в чемпионате мира, на котором сыграл во всех семи матчах своей сборной и завоевал серебряные медали. В 1976 году он принял участие в чемпионате Европы 1976 года, на котором завоевал бронзовые медали. 1978 году Сюрбир второй раз в составе сборной принял участие в чемпионате мира 1978 года, на котором сыграл в четырёх матчах своей сборной и вновь завоевал серебряные медали. Финальный матч с аргентинцами, проигранный нидерландцами со счётом 1:3, стал для Сюрбира последним в составе сборной. Всего же за сборную Нидерландов Вим Сюрбир провёл 60 матчей, в которых забил 3 гола.
| №  | Дата             | Соперник          | Счёт | Голы | Турнир                    |
| 1  | 6 ноября 1966    | Чехословакия      | 1:2  | -    | Товарищеский матч         |
| 2  | 30 ноября 1966   | Дания             | 2:0  | -    | Отборочный матч к ЧЕ 1968 |
| 3  | 5 апреля 1967    | ГДР               | 3:4  | -    | Отборочный матч к ЧЕ 1968 |
| 4  | 10 мая 1967      | Венгрия           | 1:2  | 1    | Отборочный матч к ЧЕ 1968 |
| 5  | 13 сентября 1967 | ГДР               | 1:0  | -    | Отборочный матч к ЧЕ 1968 |
| 6  | 4 октября 1967   | Дания             | 2:3  | 1    | Отборочный матч к ЧЕ 1968 |
| 7  | 1 ноября 1967    | Югославия         | 1:2  | -    | Товарищеский матч         |
| 8  | 1 мая 1968       | Польша            | 0:0  | -    | Товарищеский матч         |
| 9  | 4 сентября 1968  | Люксембург        | 2:0  | -    | Отборочный матч к ЧМ 1970 |
| 10 | 27 октября 1968  | Болгария          | 0:2  | -    | Отборочный матч к ЧМ 1970 |
| 11 | 26 марта 1969    | Люксембург        | 4:0  | -    | Отборочный матч к ЧМ 1970 |
| 12 | 7 мая 1969       | Польша            | 1:0  | -    | Отборочный матч к ЧМ 1970 |
| 13 | 7 сентября 1969  | Польша            | 1:2  | -    | Отборочный матч к ЧМ 1970 |
| 14 | 22 октября 1969  | Болгария          | 1:1  | -    | Отборочный матч к ЧМ 1970 |
| 15 | 11 ноября 1970   | ГДР               | 0:1  | -    | Отборочный матч к ЧЕ 1972 |
| 16 | 2 декабря 1970   | Румыния           | 2:0  | -    | Товарищеский матч         |
| 17 | 24 февраля 1971  | Люксембург        | 6:0  | 1    | Отборочный матч к ЧЕ 1972 |
| 18 | 4 апреля 1971    | Югославия         | 0:2  | -    | Отборочный матч к ЧЕ 1972 |
| 19 | 19 ноября 1972   | Бельгия           | 0:0  | -    | Отборочный матч к ЧМ 1974 |
| 20 | 28 марта 1973    | Австрия           | 0:1  | -    | Товарищеский матч         |
| 21 | 2 мая 1973       | Испания           | 3:2  | -    | Товарищеский матч         |
| 22 | 22 августа 1973  | Исландия          | 5:0  | -    | Отборочный матч к ЧМ 1974 |
| 23 | 29 августа 1973  | Исландия          | 8:1  | -    | Отборочный матч к ЧМ 1974 |
| 24 | 10 октября 1973  | Польша            | 1:1  | -    | Товарищеский матч         |
| 25 | 18 ноября 1973   | Бельгия           | 0:0  | -    | Отборочный матч к ЧМ 1974 |
| 26 | 26 мая 1974      | Аргентина         | 4:1  | -    | Товарищеский матч         |
| 27 | 5 июня 1974      | Румыния           | 0:0  | -    | Товарищеский матч         |
| 28 | 15 июня 1974     | Уругвай           | 2:0  | -    | Чемпионат мира 1974       |
| 29 | 19 июня 1974     | Швеция            | 0:0  | -    | Чемпионат мира 1974       |
| 30 | 23 июня 1974     | Болгария          | 4:1  | -    | Чемпионат мира 1974       |
| 31 | 26 июня 1974     | Аргентина         | 4:0  | -    | Чемпионат мира 1974       |
| 32 | 30 июня 1974     | ГДР               | 2:0  | -    | Чемпионат мира 1974       |
| 33 | 3 июля 1974      | Бразилия          | 2:0  | -    | Чемпионат мира 1974       |
| 34 | 7 июля 1974      | ФРГ               | 1:2  | -    | Чемпионат мира 1974       |
| 35 | 4 сентября 1974  | Швеция            | 5:1  | -    | Товарищеский матч         |
| 36 | 9 октября 1974   | Швейцария         | 1:0  | -    | Товарищеский матч         |
| 37 | 20 ноября 1974   | Италия            | 3:1  | -    | Отборочный матч к ЧЕ 1976 |
| 38 | 30 апреля 1975   | Бельгия           | 0:1  | -    | Товарищеский матч         |
| 39 | 17 мая 1975      | ФРГ               | 1:1  | -    | Товарищеский матч         |
| 40 | 3 сентября 1975  | Финляндия         | 4:1  | -    | Отборочный матч к ЧЕ 1976 |
| 41 | 10 сентября 1975 | Польша            | 1:4  | -    | Отборочный матч к ЧЕ 1976 |
| 42 | 15 октября 1975  | Польша            | 3:0  | -    | Отборочный матч к ЧЕ 1976 |
| 43 | 22 ноября 1975   | Италия            | 0:1  | -    | Отборочный матч к ЧЕ 1976 |
| 44 | 25 апреля 1976   | Бельгия           | 5:0  | -    | Отборочный матч к ЧЕ 1976 |
| 45 | 22 мая 1976      | Бельгия           | 2:1  | -    | Отборочный матч к ЧЕ 1976 |
| 46 | 16 июня 1976     | Чехословакия      | 1:3  | -    | Чемпионат Европы 1976     |
| 47 | 19 июня 1976     | Югославия         | 3:2  | -    | Чемпионат Европы 1976     |
| 48 | 9 февраля 1977   | Англия            | 2:0  | -    | Товарищеский матч         |
| 49 | 26 марта 1977    | Бельгия           | 2:0  | -    | Отборочный матч к ЧМ 1978 |
| 50 | 31 августа 1977  | Исландии          | 4:1  | -    | Отборочный матч к ЧМ 1978 |
| 51 | 5 октября 1977   | СССР              | 0:0  | -    | Товарищеский матч         |
| 52 | 12 октября 1977  | Северная Ирландия | 1:0  | -    | Отборочный матч к ЧМ 1978 |
| 53 | 26 октября 1977  | Бельгия           | 1:0  | -    | Отборочный матч к ЧМ 1978 |
| 54 | 22 февраля 1978  | Израиль           | 2:1  | -    | Товарищеский матч         |
| 55 | 5 апреля 1978    | Тунис             | 4:0  | -    | Товарищеский матч         |
| 56 | 20 мая 1978      | Австрия           | 1:0  | -    | Товарищеский матч         |
| 57 | 3 июня 1978      | Иран              | 3:0  | -    | Чемпионат мира 1978       |
| 58 | 7 июня 1978      | Перу              | 0:0  | -    | Чемпионат мира 1978       |
| 59 | 11 июня 1978     | Шотландия         | 2:3  | -    | Чемпионат мира 1978       |
| 60 | 25 июня 1978     | Аргентина         | 1:3  | -    | Чемпионат мира 1978       |

Итого: 60 матчей / 3 гола; 33 победы, 10 ничьих, 17 поражений.

## Достижения

### Командные
Сборная Нидерландов
- Серебряный призёр чемпионата мира (2): 1974, 1978
- Бронзовый призёр чемпионата Европы: 1976

«Аякс»
- Чемпион Нидерландов (7): 1966, 1967, 1968, 1970, 1972, 1973, 1977
- Серебряный призёр чемпионата Нидерландов (2): 1969, 1971
- Бронзовый призёр чемпионата Нидерландов (3): 1974, 1975, 1976
- Обладатель Кубка Нидерландов (4): 1967, 1970, 1971, 1972
- Финалист Кубка Нидерландов: 1968
- Обладатель Кубка европейских чемпионов (3): 1970/71, 1971/72, 1972/73
- Финалист Кубка европейских чемпионов: 1968/69
- Обладатель Суперкубка УЕФА (2): 1972, 1973
- Обладатель Межконтинентального кубка: 1972